# Dívčí Hrad
Dívčí Hrad (németül: Maidelberg) község Csehországban, a Bruntáli járásban. Dívčí Hrad Vysoká, Liptaň, Osoblaha, Bohušov és Hlinka településekkel határos. Lakosainak száma 307 fő (2024. január 1.).

## Népesség
A település lakosságának változását az alábbi diagram mutatja:
| Lakosok száma | 1139 | 1045 | 881  | 189  | 310  | 272  | 294  | 303  | 298  | 307  |
|               | 1869 | 1890 | 1921 | 1950 | 1980 | 2001 | 2017 | 2019 | 2022 | 2024 |